# Fiamenga
Fiamenga is een plaats (frazione) in de Italiaanse gemeente Foligno.

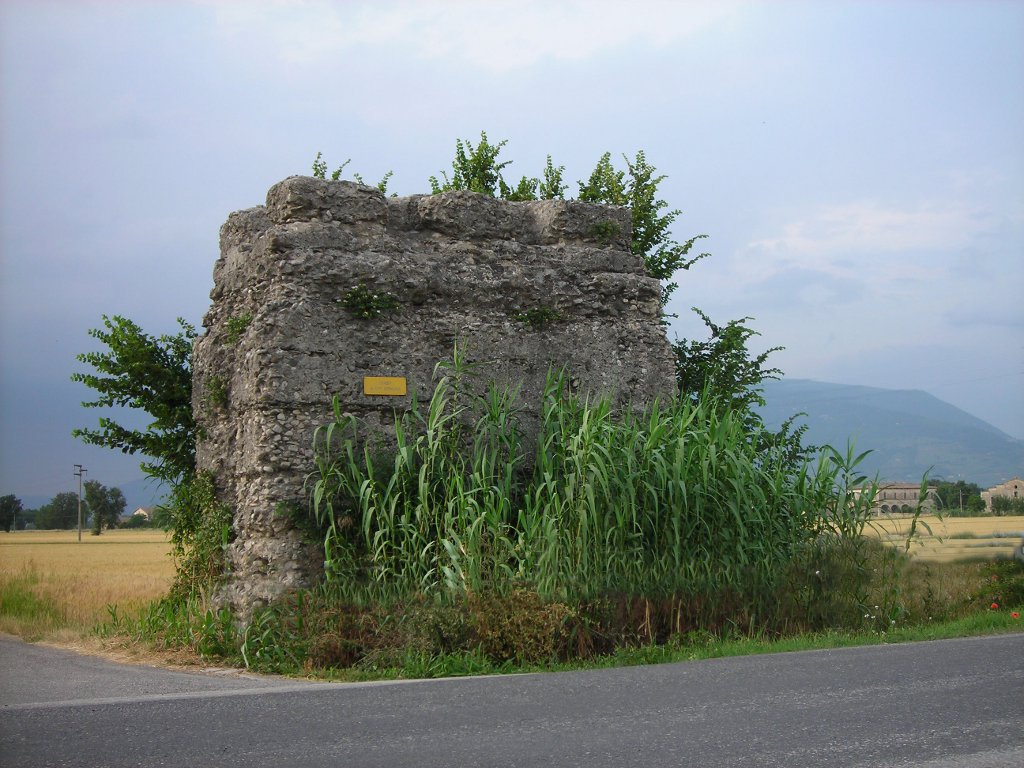